# خفاجة
بنو خفاجة قبيلة عربية هوازنية يعود نسبها إلى بني عامر بن صعصعة. انتقلوا إلى العراق والجزيرة الفراتية، وكانوا أمراء العراق من قديم الزمان.[بحاجة لمصدر] ذكر الحمداني منهم طائفة في بلاد البحيرة في مصر.

## النسب
هم بنو خفاجة بن عمرو بن عقيل بن كعب بن عامر بن صعصعة بن معاوية بن بكر بن هوازن بن منصور بن عكرمة بن خصفة بن قيس عيلان بن مضر بن نزار بن معد بن عدنان.

## أماكن تواجد القبيلة
ينتشر أفراد قبيلة خفاجة بكثرة في العراق ومصر وبأعداد أقل في سوريا والأردن وبعض الدول العربية.[بحاجة لمصدر]

### العراق
- محافظة ذي قار (ناحية الغراف وقضاء الشطرة
- محافظة بابل (مركز المحافظة مدينة الحلة والمناطق المجاورة لها)
- محافظة بغداد ومدينة الصدر (مدينة بغداد والمناطق الريفية شرق المحافظة)
- محافظة نينوى (ناحية القيارة والنواحي المجاورة ومدينة الموصل)
- محافظة البصرة
- محافظة كربلاء
- محافظة النجف
- محافظة القادسية
- محافظة ديالى
- بقية المحافظات العراقية بأعداد أقل.[ما هي؟]

### مصر
- محافظة الدقهلية (تلبانة وبلجاي ومنية بداوى مركز المنصورة وكفر بهيدة مركز ميت غمر والمنزلة وشربين ونبروه)
- محافظة المنوفية (دمليج مركز منوف وطاليا مركز أشمون وشنوان من قرى مركز سبك الأحد وكفر ربيع)
- محافظة القليوبية (مرصفا وشبين القناطر ومنية شبين وبهتيم وطحانوب وكفر العرب مركز بنها)
- محافظة الشرقية (بلببيس والغفارية والعارين تبع فاقوس)
- محافظة قنا (القارة مركز أبو تشت وأبو عمورى مركز نجع حمادى)
- محافظة سوهاج (العوكلية مركز البلينا) (بندار مركز جرجا)(الغريزات مركز المراغه) (عرب ساقلته)
- محافظة الفيوم (سنورس)
- محافظة بني سويف (مزغونة وبنى سويف وصفت ميدوم وطحابوش وببا والفشن)
- محافظة دمياط (كفر سعد ودمياط وشربين والعبادية مركز فارسكور)
- محافظة الإسكندرية (الإسكندرية) والعوايد وسموحة
- محافظة البحيرة (شبراخيت) وأبو حمص وأبو المطامير والجزيرة والعشرة وكفر الدوار والدلنجات
- محافظة الجيزة (الصف واطفيح)
- بقية المحافظات المصرية بنسب اقل.

### سوريا
- محافظة دير الزور (مدينة دير الزور والبوكمال)
- محافظة حلب (مدينة مسكنة)
- محافظة الحسكة (مدينة الحسكة) (ومدينة القامشلي)
- محافظة اللاذقية (نواحي الحفة)
- محافظة طرطوس (جزيرة أرواد)
- محافظة دمشق (مدينة دمشق)
- محافظة إدلب (مدينة جسر الشغور)

### السعودية
- منطقة مكة المكرمة (مدينة مكة المكرمة)
- منطقة الدمام

### فلسطين
- قطاع غزة
- الرملة

## طالع أيضًا
- الخفاجية